# 소화아동병원
소화아동병원은 용산구 청파동의 아동병원이다. 유명한 아동병원이었지만 경영난에 따른 규모 축소로 종합병원에서 병원으로 바뀌었다.